# Amandine Albisson
Scènes principales
Opéra national de Paris
Amandine Albisson, née le 30 janvier 1989 à Marseille, est une danseuse française. Elle est étoile du ballet de l'Opéra de Paris.

## Biographie

### Les débuts
Amandine Albisson commence la danse en 1993, à l'âge de quatre ans, à Marseille.

### École de danse
Elle entre à l’école de danse de l'Opéra de Paris en 1999.
En 2003 elle participe aux spectacles annuels de l'école ainsi qu'aux tournées à Cannes et, en 2006, aux Washington.
Elle aborde ainsi ses premiers rôles de soliste dans Péchés de jeunesse de Jean-Guillaume Bart, Divertimento de George Balanchine et Variations Don Giovanni de Maurice Béjart.
Amandine Albisson participe également, pendant sa scolarité, à différentes productions du Ballet de l'Opéra, dont Casse-noisette, La Bayadère, Le Lac des cygnes de Rudolf Noureev ou Paquita de Pierre Lacotte.

### Dans le ballet de l'Opéra de Paris
Engagée à 17 ans dans le corps de ballet de l’Opéra en 2006, elle est promue coryphée en 2009, sujet en 2010 et première danseuse le 9 novembre 2013.

### Danseuse étoile
Amandine Albisson est nommée étoile le 5 mars 2014, à l'issue d'une représentation d' Onéguine de John Cranko, où elle interprète le rôle de Tatiana.

## Répertoire
Répertoire
- Apollon musagète de George Balanchine : Polymnie
- Giselle, d'après Jean Coralli et Jules Perrot : pas de deux des paysans
- Rain d'Anne Teresa De Keersmaeker
- In the Middle, Somewhat Elevated de William Forsythe
- Onéguine de John Cranko : Tatiana
- Suite en blanc de Serge Lifar
- L'Après-midi d'un faune de Vaslav Nijinski : la nymphe
- Don Quichotte : la reine des Dryades
- Cendrillon de Rudolf Noureev : une des deux sœurs
- Le Loup de Roland Petit : la Bohémienne et la jeune fille
- L'Arlésienne de Roland Petit : Vivette
- Le Rendez-vous de Roland Petit : la plus belle fille du monde
- Afternoon of a Faun de Jerome Robbins : la jeune fille
- La Sylphide de Pierre Lacotte : rôle-titre
- Psyché d'Alexei Ratmansky : Vénus (2011)
- Paquita : rôle-titre[6].

- Boléro de Maurice Béjart : danseuse (2018)
- Le Lac des Cygnes de Rudolf Noureev : Odette-Odile
- Roméo et Juliette de Sasha Waltz : Juliette
- Notre-Dame de Paris de Roland Petit : Esmeralda

## Distinctions

### Décoration
- Chevalier de l'ordre national du Mérite par décret du 21 mai 2021[7]

### Récompenses
- Prix du Cercle Carpeaux en 2009[8]
- Prix de l'AROP de la Danse en 2013[9]